# Schleswig-Holstein-Sonderburg-Augustenburg

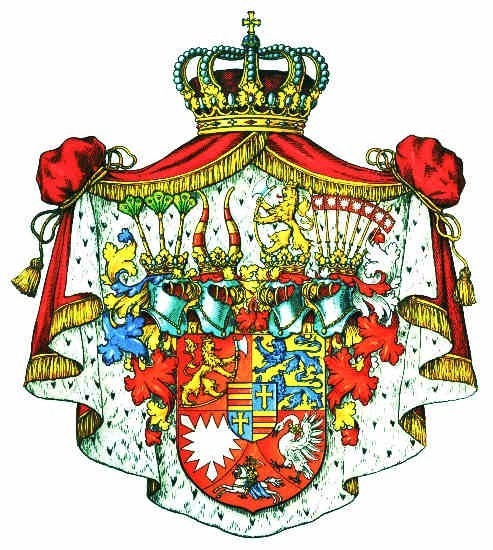
Herzogliches Wappen Schleswig-Holstein-Sonderburg-Augustenburg

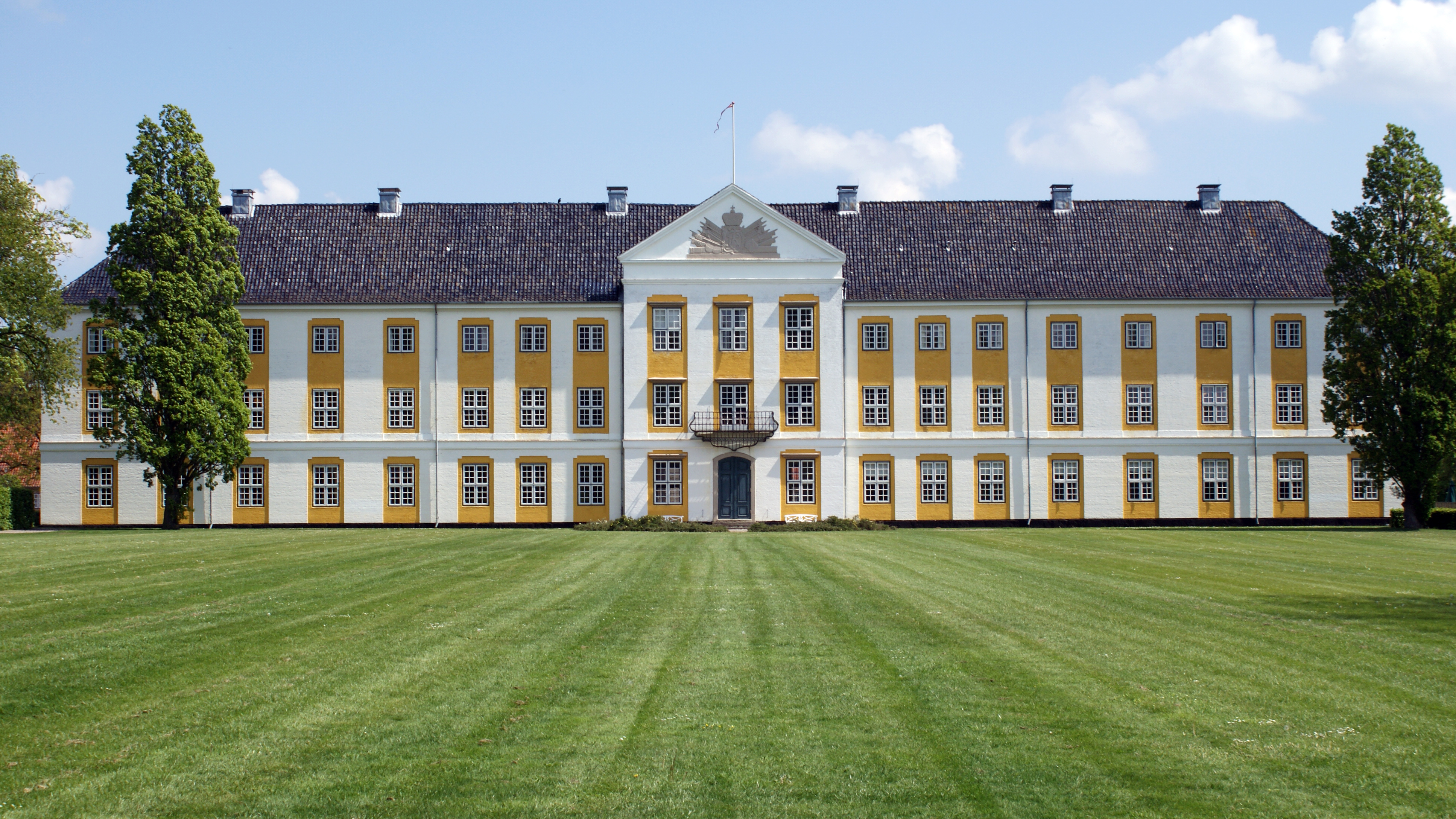
Schloss Augustenburg, der namensgebende Stammsitz des Familienzweiges

Das Haus Schleswig-Holstein-Sonderburg-Augustenburg war eine Nebenlinie der Herzöge von Schleswig-Holstein-Sonderburg aus dem Haus Oldenburg. Die Linie ging aus dem Erbe Herzog Alexanders von Schleswig-Holstein-Sonderburg hervor. Wie alle Nebenlinien aus dem Zweig Sonderburg wurden sie zunächst als Herzöge von Schleswig-Holstein oder auch als Herzöge von Sonderburg bezeichnet. Bis zum 18. Jahrhundert setzte sich eine Benennung nach den Stammsitzen der Familie, den heute auf dänischem Gebiet liegenden Schlössern Sonderburg und Augustenburg, durch. 

## Geschichtlicher Überblick

### Herzöge ohne Herzogtum
Da das kleine abgeteilte Herzogtum Schleswig-Holstein-Sonderburg nach dem Tode Alexanders 1627 faktisch nicht weiter teilbar war, erhielten fünf seiner sechs erbberechtigten Söhne zwar den herzoglichen Titel und Rang sowie Erbrechte über Schleswig und Holstein, aber keinen Anteil an den Ländereien des Teilherzogtums. Für ihre Versorgung wurden Güter erworben, die zum Teil auch außerhalb Schleswig-Holsteins, so etwa in Westfalen, lagen. 
Die Augustenburger Linie verfügte seit 1651 über Gutsbesitz auf der Insel Alsen. Ihre Ländereien wurden auch als Herzogtum Schleswig-Holstein-Sonderburg-Augustenburg oder auch nur als Herzogtum Augustenburg bezeichnet, obwohl diese keinen politisch eigenständigen Staat, kein souveränes Territorium bildeten. Herzog Ernst Günther ließ ab 1661 Schloss Augustenburg errichten. Der Besitz konnte im Laufe des 18. Jahrhunderts durch Zukauf umfangreich erweitert werden, die Augustenburger litten aber unter einer steigenden Verschuldung. Dies führte in der Mitte des 18. Jahrhunderts zu ihrem Verzicht auf die Erbrechte in Schleswig und Holstein, wofür sie vom dänischen Königshaus großzügig finanziell entschädigt wurden. Fortan war es ihnen möglich, standesgemäß zu leben, da sie formal trotz ihrer Machtlosigkeit dem Hochadel angehörten und daher kostspielige Repräsentationsaufgaben übernehmen mussten.
Als das dänische Königshaus gegen Ende des 18. Jahrhunderts im Mannesstamm auszusterben drohte, wurde eine Heirat zwischen der dänischen Prinzessin Louise Auguste von Dänemark und Norwegen und dem Augustenburger Herzog Friedrich Christian II. arrangiert, womit ihre Nachfahren – in Dänemark war die weibliche Erbfolge möglich – den Thron hätten übernehmen können. Die Aussichten erfüllten sich nicht, da die königliche Linie dank Erbprinz Friedrich von Dänemark 1786 überraschend doch noch einen Thronfolger erhielt, den späteren Christian VIII. Ein Augustenburger als direkter Nachfolger auf dem Thron war damit ausgeschlossen. 

### Das Augustenburger Erbrecht
Nachdem die Familie ursprünglich ein enges Verhältnis zum dänischen König gepflegt hatte, geriet sie im Laufe des 19. Jahrhunderts zunehmend in Konflikte mit der Krone. Hintergründe waren ein Streit über die Thronfolge in Schweden und über die Erbrechte in Dänemark. Der Konflikt mit Dänemark fußte vor allem auf unterschiedlichen Ansichten bezüglich der Augustenburger Erbrechte, die sowohl Schleswig und Holstein als auch Dänemark betrafen. 
Die Lex Salica, die eine männliche Erbfolge vorsah, konnte Gültigkeit in Holstein, nicht aber in Schleswig entfalten, da Schleswig nicht dem Römisch-Deutschen Reich angehört hatte. Mit der Inkorporierung der Gottorfer Anteile des Herzogtums Schleswig 1721 in den dänischen Staat und der damit erfolgten Huldigung des dänischen Königs war nach Ansicht der Krone dort die Lex Regia, die dänische Erbfolge, eingeführt worden, die im Falle eines ausbleibenden Erben auch die weibliche Erbfolge ermöglicht hätte. Herzog Friedrich Christian II. erarbeitete hingegen um 1812 eine sogenannte historische Darstellung, in der er im Falle des Aussterbens der älteren Linie des Hauses Oldenburg – also des dänischen Königshauses – die Linie der Augustenburger zu rechtmäßigen Erben erklärte. Die Begründung berief sich auf komplizierte, unterschiedliche Rechte für die Herzogtümer. Im Vertrag von Ripen war 1460 die Unteilbarkeit Schleswigs und Holsteins durch die Ritterschaft verlangt und bestätigt worden. In dem Umstand, dass Schleswig als dänisches Lehen nach der 1721 erfolgten Huldigung eine andere Erbfolge vorsah als das bis 1806 deutsche Lehen des Herzogtums Holstein, sah Herzog Friedrich Christian II. einen Bruch des älteren Vertrages von Ripen und erklärte die weibliche Erbfolge in Schleswig damit für hinfällig. Um eine Trennung von Königreich und Herzogtümern mit ihren unterschiedlichen Erbfolgen zu verhindern (wie es ja der Vertrag von Ripen untersagte), empfahl sich demnach ein (männliches) Erbe aus der Linie Augustenburg, der nach Ansicht der Augustenburger beide Rechte in sich vereinen könnte. 

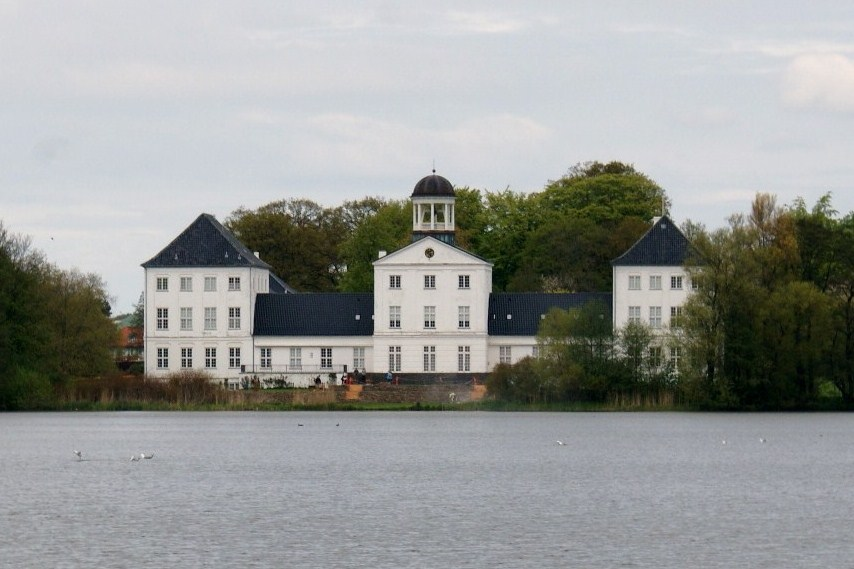
Schloss Gravenstein

Die umfangreiche Darstellung wurde zu Lebzeiten Friedrich Christians nicht mehr öffentlich erörtert. Sie war aber Teil seines politischen Testaments, auf das sich sein Sohn Christian August von Schleswig-Holstein-Sonderburg-Augustenburg – der ja zudem durch seine Mutter dem dänischen Königshaus entstammte – später berief, als er 1846 seine Thronansprüche gegenüber Christian VIII. erklärte, denn dessen Thronfolger Friedrich VII. war mit 38 Jahren noch immer kinderlos. Der König lehnte jedoch entschieden ab.
Eine 1646 gebildete Nebenlinie Schleswig-Holstein-Sonderburg-Beck benannte sich nach dem in Löhne liegenden Gut Haus Beck, das zum Besitz des ersten Herzogs gehörte. Aus diesem Familienzweig ging 1825 die die jüngere Linie des Hauses Schleswig-Holstein-Sonderburg-Glücksburg hervor.

### Nach 1848

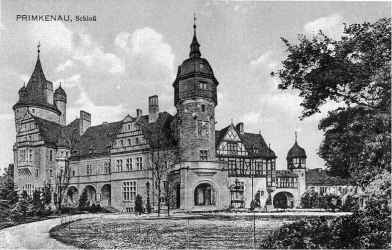
Schloss Primkenau, Ansicht des 1894 bis 1897 gebauten Herrenhauses von Primkenau

Im Schleswig-Holsteinischen Krieg (1848–1851) standen die Augustenburger auf Seiten der Aufständischen, die planten, die beiden Herzogtümer unter der Regierung der Augustenburger dem Deutschen Bund beitreten zu lassen. Nach dem Sieg der dänischen Truppen mussten die Herzöge daher 1852 ihren Stammsitz auf Alsen verlassen. Sie erwarben Gutsbesitz in Schlesien. Im Zuge des Zweiten Schleswig-Holsteinischen Krieges von 1864 konnten die Augustenburger bereits 1867, nach der Eingliederung Schleswig-Holsteins in den preußischen Staat, wieder auf ihren früheren Besitz zurückkehren, von dem sie dort allerdings nur noch Schloss Gravenstein bewohnten. Ihre Hoffnung, als Landesherren eingesetzt zu werden, hatte sich zerschlagen, da Bismarck Schleswig und Holstein stattdessen an Preußen anschloss. Die Linie erlosch 1931 im Mannesstamm.

## Herzöge von Schleswig-Holstein-Sonderburg-Augustenburg
| Regierungszeit | Name                    | Bemerkungen |
| -------------- | ----------------------- | --- |
| 1647–1689      | Ernst Günther           | Begründer der Linie |
| 1689–1692      | Friedrich               | Sohn |
| 1692–1731      | Ernst August            | Bruder |
| 1731–1754      | Christian August        | Neffe |
| 1754–1794      | Friedrich Christian I.  | Sohn, verzichtete gegen Entschädigung auf Erbrechte in Schleswig und Holstein                                                                 |
| 1794–1814      | Friedrich Christian II. | Sohn, erhoffte durch Heirat mit der dänischen Prinzessin Louise Auguste Ansprüche auf den dänischen und bewarb sich um den schwedischen Thron |
| 1814–1869      | Christian August        | Sohn, wurde 1851 infolge des Schleswig-Holsteinischen Krieges offiziell des dänischen Reichs verwiesen                                        |

Nach dem Deutsch-Dänischen Krieg von 1864 wurden sie zu Herzögen von Schleswig-Holstein. Das wurde aber nur vom Deutschen Bund und Preußen anerkannt.
| Regierungszeit | Name                                   | Bemerkungen                                                                                             |
| -------------- | -------------------------------------- | --- |
| 1863–1880      | Friedrich August (als Friedrich VIII.) | Sohn von Christian August                                                                               |
| 1880–1921      | Ernst Günther                          | Sohn, zweitletzter Herzog von Schleswig-Holstein                                                        |
| 1921–1931      | Albert                                 | Cousin, letzter Herzog (Titularherzog) von Schleswig-Holstein, mit ihm erlosch die Linie im Mannesstamm |

## Bekannte Mitglieder

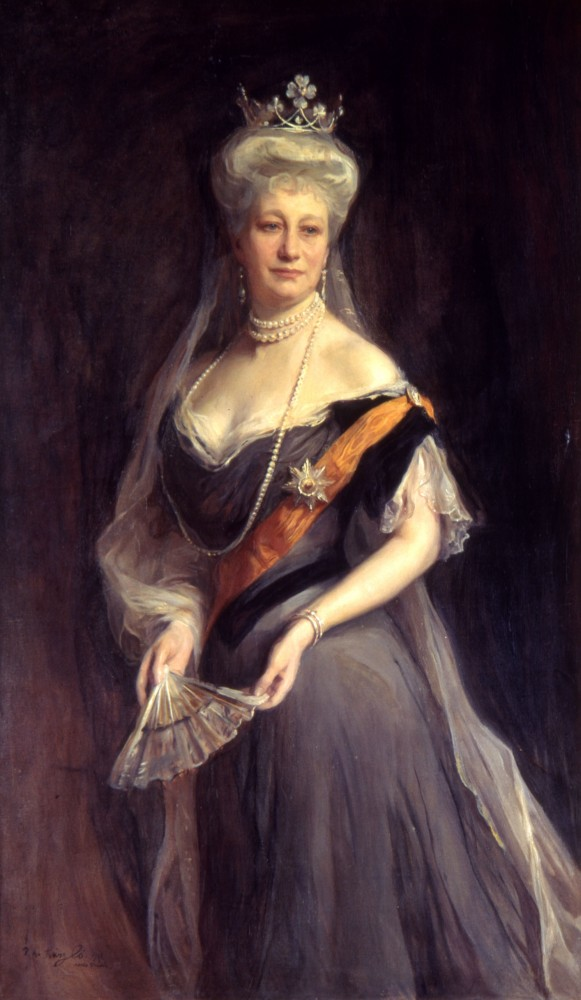
Auguste Viktoria von Schleswig-Holstein-Sonderburg-Augustenburg, letzte deutsche Kaiserin (1858–1921)

Zu den bekannten Mitgliedern der Familie zählten unter anderem
- Dorothea Louise von Schleswig-Holstein-Sonderburg-Augustenburg (1663–1721), deutsche Äbtissin
- Friedrich Wilhelm (Schleswig-Holstein-Sonderburg-Augustenburg) (1668–1714), königlich dänischer Generalmajor und Chef des Oldenburger Landregiments
- Christian August von Schleswig-Holstein-Sonderburg-Augustenburg (1768–1810), präsumtiver Thronfolger von Schweden
- Sophie Eleonore Friederike von Schleswig-Holstein-Sonderburg-Augustenburg (1778–1836), dänisch-deutsche Miniaturmalerin
- Caroline Amalie von Schleswig-Holstein-Sonderburg-Augustenburg, Königin von Dänemark
- Friedrich Emil August von Schleswig-Holstein-Sonderburg-Augustenburg, "Prinz von Noer"
- Woldemar von Schleswig-Holstein-Sonderburg-Augustenburg, preußischer General
- Auguste Viktoria von Schleswig-Holstein-Sonderburg-Augustenburg, letzte deutsche Kaiserin
- Louise Sophie von Schleswig-Holstein-Sonderburg-Augustenburg, Schwester Auguste Viktorias
- Christian Victor von Schleswig-Holstein-Sonderburg-Augustenburg (1867–1900), Mitglied der britischen königlichen Familie und Offizier
- Helena Victoria von Schleswig-Holstein-Sonderburg-Augustenburg (1870–1948), Mitglied der britischen königlichen Familie und eine Enkelin der Königin Victoria